# Lijst van burgemeesters van Sint-Pieters-op-den-Dijk
Dit is een chronologische lijst van burgemeesters van Sint-Pieters-op-den-Dijk, een voormalige gemeente in de Belgische provincie West-Vlaanderen, in 1899 bij de stad Brugge gevoegd.
Na de aanhechting van de Oostenrijkse Nederlanden bij Frankrijk en het ontstaan van het Leiedepartement, werd deze in 40 kantons ingedeeld. Sint-Pieters behoorde tot het kanton Houtave en werd lokaal bestuurd door de 'officier municipal' Pierre Florin, ondergeschikt aan de voorzitter van het kanton.
Onder het Consulaat werden de kantons afgeschaft en werd de gemeente als bestuursbasis genomen, rechtstreeks afhankelijk van de onderprefectuur. In de loop van het jaar 1800 werd de eerste maire van Sint-Pieters benoemd, met onder hem een adjoint-au-maire en enkele gemeenteraadsleden. 

## Franse Tijd en Verenigd koninkrijk der Nederlanden
- 1800-1812: Pierre Florin
- 1812-1814: Pieter Vermeersch
- 1814-1830: Anselme de Crombrugghe

## Belgisch Koninkrijk
- 1830-1851: Anselme de Crombrugghe
- 1852-1864: Gaspard de Crombrugghe
- 1865-1879 : Jan Stragier
- 1879-1889 : Charles Belamy
- 1889-1899: Charles Serweytens